# Unterbringungseinrichtung für Ausreisepflichtige Büren
Die Unterbringungseinrichtung für Ausreisepflichtige (UfA) ist eine Einrichtung für Abschiebungshaft mit 140 Haftplätzen in Büren. Ihre Aufgabe ist die Verwahrung und Betreuung von ausreisepflichtigen Ausländern zur Sicherung der Abschiebung. Sie liegt in einem Waldgebiet ca. acht Kilometer außerhalb der Stadt Büren.  Bis zum 3. Mai 2015 handelte es sich um eine Justizvollzugsanstalt. Mit Ablauf dieses Tages wurde die JVA geschlossen. Am 15. Mai 2015 nahm die heutige Unterbringungseinrichtung in deren Räumlichkeiten den Betrieb auf.

## Geschichte
Die JVA Büren wurde 1994 in der ehemaligen NATO-Kaserne Stöckerbusch eingerichtet. Es gab 384 Haftplätze für Abschiebungshäftlinge und 131 Haftplätze für Strafgefangene. Damit war sie die größte Abschiebungshafteinrichtung Westeuropas. Die Baukosten betrugen etwa 18 Millionen Euro.
Die JVA Büren war neben der Abschiebungshaft zuständig für die Vollstreckung von Freiheitsstrafen bis unter drei Monaten sowie Ersatzfreiheitsstrafen (jeweils an Männern).
Etwa 155 Mitarbeiter arbeiteten in der JVA, 95 davon als Justizvollzugsbedienstete, weiterhin ein Arzt, zwei Seelsorger, ein Sozialarbeiter, ein Sozialbetreuer, ein Psychologe, 18 Verwaltungskräfte und 60 Mitarbeiter eines privaten Sicherheitsdienstes der Kötter Unternehmensgruppe. Die JVA Büren war eines der ersten Gefängnisse in Deutschland, in dem ein Großteil des Personals durch einen privaten Sicherheitsdienst gestellt wurde.
Nach einem Urteil des Bundesgerichtshofes, welches den Vollzug von Abschiebungshaft in Justizvollzugsanstalten verbot, wurden die zu dem Zeitpunkt in Büren inhaftierten Abschiebungshäftlinge am 26. Juli 2014 in den Abschiebungsgewahrsam Berlin verlegt.
Durch die Umwandlung in eine Unterbringungseinrichtung ging die ehemalige JVA Büren in den Geschäftsbereich des ehemaligen Ministeriums für Inneres und Kommunales des Landes Nordrhein-Westfalen über. Seit der Landtagswahl 2017 ist das Ministerium für Kinder, Familie, Flüchtlinge und Integration des Landes Nordrhein-Westfalen zuständig. Die Haftbedingungen sind weniger streng als im Strafvollzug. So gibt es tägliche Besuchszeiten von 9 bis 19 Uhr und die Insassen dürfen frei telefonieren.
In unmittelbarer Nachbarschaft der UfA, ebenfalls auf dem ehemaligen Kasernengelände, befand sich seit dem 20. Dezember 2015 eine Erstaufnahmeeinrichtung für Flüchtlinge, die bis zu 825 Personen Platz bot. Mitte April 2016 waren dort 550 Flüchtlinge untergebracht. Die Anlage bestand aus 15 Leichtbauhallen. Die ehemalige Werkhalle der JVA diente als Essensausgabe. Im Dezember 2016 wurde die Erstaufnahmeeinrichtung wieder geschlossen.

### Todesfälle
Im Juli 1998 wurde ein 33-jähriger Mann aus Sri Lanka nachts in seiner Zelle von einem Landsmann erwürgt. Am 30. August 1999 starb der Gefangene Rachid S. an einer Rauchvergiftung. Er hatte im Arrestraum einen Brand gelegt, den er selber nicht mehr unter Kontrolle bekam. Obwohl Alarm ausgelöst wurde, kam jede Hilfe für den Gefangenen zu spät. Im September 2004 verstarb ein Häftling an einer Lungenembolie. Am 14. September 2023 verstarb ein Insasse unter bisher ungeklärten Umstände.

## Verschiedenes

### Zuständigkeit, Haftplätze und Haftdauer
In der UfA werden männliche Abschiebungshäftlinge aus ganz Nordrhein-Westfalen untergebracht, bei denen die Gefahr besteht, dass sie sich der Abschiebung zu entziehen versuchen. Die Anstalt bietet Platz für 140 Abschiebungshäftlinge (Stand: 15. Juli 2022). Die durchschnittliche Haftdauer beträgt 21 Tage (Stand 2016).